# Brian Blades
Brian Keith Blades (Fort Lauderdale, 24 luglio 1965) è un ex giocatore di football americano statunitense che ha militato nel ruolo di wide receiver per tutta la carriera con i Seattle Seahawks della National Football League (NFL). Fu scelto nel corso del secondo giro (49º assoluto) del Draft NFL 1988 dai Seahawks. Al college ha giocato a football all’Università di Miami vincendo un campionato NCAA.

## Carriera professionistica
Blades fu scelto nel secondo giro del Draft 1988 dai Seattle Seahawks. Nella sua stagione da rookie disputò tutte le 16 partite ricevendo 682 e segnando 8 touchdown, il massimo in carriera. La stagione successiva superò per la prima volta in carriera le mille yard ricevute, venendo convocato per il Pro Bowl e inserito nella formazione ideale della stagione All-Pro. Blades rimase per tutta la carriera a Seattle superando per quattro volte le mille yard stagionali: nel 1989, 1991, 1994 e 1995. Prima della stagione 1999 firmò un contratto annuale coi Seahawks ma fu svincolato il 5 giugno 1999. Al 2023 è al terzo posto nella storia della squadra per ricezioni e yard ricevute.

## Palmarès
- Pro Bowl (1989)
- All-Pro (1989)
- PFWA All-Rookie Team - 1988
- Steve Largent Award (1994)
- Formazione ideale del 35º anniversario dei Seahawks
- 50 migliori giocatori del 50º anniversario dei Seahawks

## Statistiche
| Ricezioni              | 581   |
| Yard su ricezione      | 7.620 |
| Touchdown su ricezione | 34    |